# Les Animaux parlants
Les Animaux parlants (titre original en italien : Gli Animali Parlanti) est un poème épique en vingt-six chants écrit par Giovanni Battista Casti et publié en italien en 1802.
Casti utilise l'animal et l'observation de ses fonctions comme outil de réflexion. Dans la tradition de la fable, il représente plusieurs figures de la société européenne du XVIIIe siècle, et pousse ensuite l'utilisation de ces métaphores pour élaborer une forme d'utopie politique sans l'expliciter.
Il s'agit de l'œuvre testamentaire de Giovanni Battista Casti.

## L'œuvre
Feignant d'être inspiré par un ancien texte indien, Casti fait une satire zoomorphe animée de l'affrontement entre l'absolutisme monarchique de Louis XVI (lion) et les républicains révolutionnaires (chien, éléphant, tigre) réunis dans un club d'opposition.
La fable montre d'abord comment les animaux, qui ont lutté pour obtenir la parole, s'efforcent de s'organiser en société et de se doter d'une constitution. Ils choisissent la monarchie et prennent pour roi le lion ; mais la mort de celui-ci, la régence de sa veuve la lionne puis la mort du prince héritier entraînent nombre d'événements mondains, diplomatiques et militaires. Un cataclysme final annule les négociations promues par Crocodile pour mettre fin à la guerre entre les républicains et les royalistes, et les animaux perdent leurs vertus humaines. Le poème, animé par un esprit sceptique et profane, a eu un succès extraordinaire parmi les patriotes italiens.
Il s'agit surtout d'un débat politique et social que Casti met en évidence au travers de ses allégories satiriques : « Casti appartient à l'école philosophique de Voltaire, et il a, en effet, le ton impudent, les idées cyniques, la causticité orgueilleuse et le persiflage injurieux des écrivains du XVIIIe siècle. »
Selon Giacomo Leopardi, Casti a été inspiré par Batrachomyomachia, attribué à Homère.

## Éditions
Gli Animali Parlanti / Les Animaux parlants sont publiés à Paris et Milan entre 1802 et 1803.
En 1818, le traducteur pseudonyme M. Paganel est l'auteur de la version française publiée à Liège, en prose.
En 1819, L. Mareschal en fait une traduction à Paris, en vers hendécasyllabes, sous le titre Les Animaux parlants, poème épique en vingt-six chants de J.-B. Casti, à la librairie constitutionnelle de Brissol-Thivars, rue Neuve-des-petits-pères, no 3 près de la place des Victoires (Impr. Didot le jeune), en deux volumes (ill. Tavernier).
En 1847, L.-J. Alary fait une nouvelle traduction sous le titre Les Animaux parlants, poème héroï-comique de Casti (Paris, Moulins, Martial Place, éditeur, 9, rue des grenouilles, 2 vol., ill. Théodore de Jolimont).

## Postérité
« L'Europe, agitée dans ces derniers temps par la lutte des lumières et des passions, admira les vues politiques et les fines observations du cœur humain, que Casti rassembla d'une manière si piquante et si originale dans son poème Animaux parlants. Ce bel ouvrage qui réunit la pompe de l'épopée et la simplicité de l'apologue, qui élève l'apologue de la morale privée à la morale publique, illustre par un nouveau genre les fastes du parnasse italien. Comme épopée, c'est le premier des poèmes politiques. L'auteur, compté parmi les fabulistes, tient sa place entre ceux du premier rang »

— Extrait du Discours prononcé sur la tombe de Casti, par le docteur Corona.
L'ouvrage de Casti a été une grande influence dans l'imagerie de Francisco de Goya, qui y a puisé des personnages et une manière d'appréhender le message métaphorique pour ses Caprichos et pour Les Désastres de la guerre.